# Tufão Mawar
O tufão Mawar, conhecido nas Filipinas como Supertufão Betty, foi um dos ciclones tropicais mais fortes do Hemisfério Norte já registados no mês de maio, e o ciclone tropical mais forte do mundo em 2023 até agora. Mawar, que significa Rosa em malaio, a segunda tempestade nomeada e o primeiro tufão da temporada de tufões no Pacífico de 2023, originou-se de uma área de baixa pressão ao sul-sudoeste da Lagoa Chuuk que se desenvolveu em uma depressão tropical em 19 de maio. A intensidade diminuiu e tornou-se uma tempestade tropical, após o que se intensificou em uma Supertufão equivalente a categoria 4 na escala de ventos de furacões Saffir-Simpson. Em seguida, ele passou por um ciclo de substituição da parede do olho e depois ganhou intensidade até atingir ventos sustentados de 1 minuto de 295 km/h de acordo com o JTWC, tornando-se um Supertufão equivalente a categoria 5. O tufão Mawar enfraqueceu ligeiramente à medida que se movia em torno da borda sudoeste da alta subtropical que o fez dirigir para o norte das Filipinas e depois para o leste de Taiwan. Mawar atravessou as Ilhas Okinawa como uma tempestade tropical, depois fez a transição para um ciclone extratropical à medida que se movia para nordeste em direção ao mar, onde mais tarde se dissipou a leste da Península de Camecháteca.
O tufão Mawar passou ao norte de Guam como um tufão equivalente a categoria 4 em 24 de maio, trazendo ventos com força de furacão e fortes chuvas, marcando a tempestade mais forte a afetar a ilha desde o tufão Pongsona em 2002. O presidente dos EUA, Joe Biden, declarou Guam uma área de desastre maior em 27 de maio, permitindo a distribuição de fundos federais. Dois homens são dados como mortos após desaparecerem nas águas de Guam; além disso, uma morte relacionada à tempestade foi relatada em Taiwan. Mawar causou uma morte, um ferimento leve e danos no valor de ₱ 201.696 (US$ 3.584) ao passar perto do leste das Filipinas. Chuvas fortes em partes do Japão mataram duas pessoas e deixaram quatro desaparecidas. Pelo menos 8.900 residências sofreram cortes de energia no Japão. Os danos totais de Mawar são estimados em US$ 250 milhões de dólares.

## História meteorológica
Em 17 de maio, uma circulação fraca de baixo nível (LLC) localizada a 865 km ao sul de Guam foi identificado pelo Joint Typhoon Warning Center (JTWC) como Invest 97W. Entretanto os modelos de previsão global, como o Sistema de Previsão Global e o Modelo Ambiental Global da Marinha, indicaram que a perturbação se intensificaria gradualmente para um ciclone tropical nos próximos dias. A convecção atmosférica ampliou-se sobre o LLC no dia seguinte. Mais tarde, o JTWC emitiu um Alerta de Formação de Ciclone Tropical sobre a perturbação depois que as tempestades se tornaram muito amplas e a organização melhorou. A Agência Meteorológica do Japão também começou a rastrear o sistema, marcando-o como uma área de baixa pressão pouco antes de atualizá-lo para uma depressão tropical em 19 de maio. O sistema dirigiu-se para norte devido aos ventos fracos dos alísios. O JTWC seguiu o exemplo em 20 de maio depois que a depressão se fortaleceu devido às temperaturas quentes da superfície do mar e ao escoamento em direção aos pólos e a este, designando-a 02W. No mesmo dia, a depressão evoluiu para uma tempestade tropical depois que uma passagem do dispersômetro revelou ventos de 65 km/h no quadrante sudoeste, pois formava um nublado denso central. A JMA, em resposta, atribuiu o nome de Mawar à tempestade. A JMA atualizou ainda mais a tempestade para o status de tempestade tropical severa às 00:00 UTC de 21 de maio, já que a convecção profunda no CDO obscureceu completamente o LLCC. Tanto a JMA quanto o JTWC atualizaram Mawar em categoria de tufão em 21 de maio. Um olho formou-se sobre o CDO em 22 de maio, como faixas de chuva enroladas no centro de circulação do sistema.

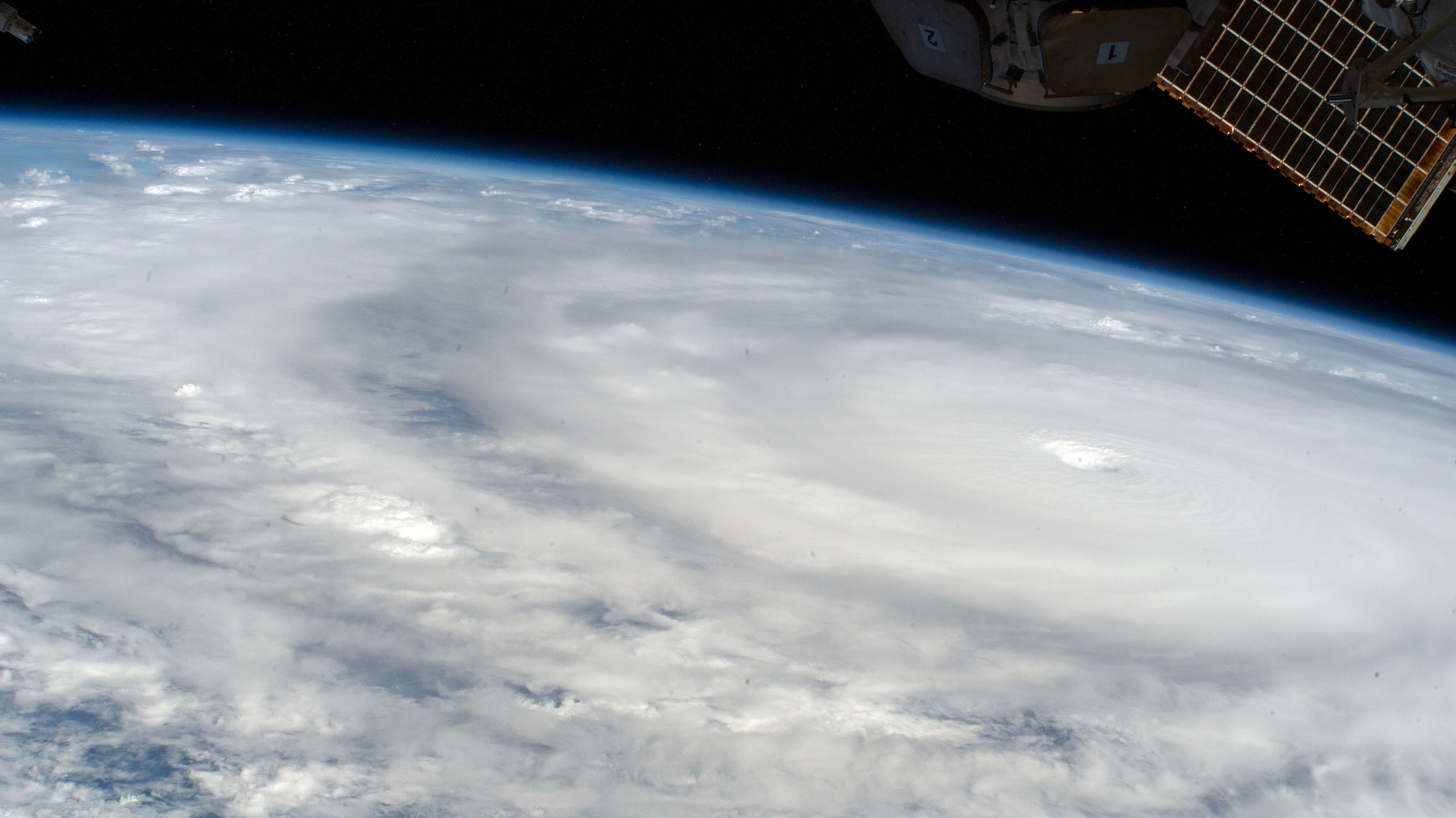
Tufão Mawar visto da Estação Espacial Internacional em 23 de maio

Em 23 de maio, a Mawar intensificou-se rapidamente para ventos de 215 km/h, equivalente a Categoria Força 4 na escala de ventos de furacões Saffir-Simpson (SSHWS). Além disso, Mawar passou por um ciclo de substituição da parede do olho. Mas apesar de geralmente causar o enfraquecimento da tempestade, o tufão se fortaleceu ainda mais e se tornou um Supertufão, a classificação de força mais alta do JTWC, depois de atingir ventos de 250 km/h. Em 24 de maio, o centro de Mawar passou ao norte do extremo norte de Guam como uma Tufão equivalente a Categoria 4 com ventos máximos sustentados de até 140 mph com rajadas de até 165 mph, cerca das 21 horas na hora local e ligeiramente enfraquecido. Em 25 de maio, o referido ciclo de substituição da parede ocular foi concluído e um olho uniforme apareceu. Inicialmente cheia de nuvens, a tempestade rapidamente se dissipou e continuou a se fortalecer lentamente à medida que se movia na direção oeste-noroeste. No dia seguinte, Mawar atingiu seu pico de intensidade, atingindo ventos sustentados de 1 minuto de 295 km/h de acordo com o JTWC, o que equivale à força da Categoria 5 no SSHWS. Também teve ventos sustentados de 10 minutos de 215 km/h e uma pressão barométrica central mínima de 900 hPa (27 inHg) que foi avaliado pela JMA. Embora fosse grande e simétrico, Mawar passou novamente por outro ciclo de substituição da parede ocular, retomando a sua tendência de enfraquecimento do sistema, no entanto, o seu olho concêntrico ainda permaneceu grande durante todo o procedimento. Às 18:00 UTC de 26 de maio, Mawar entrou na Área de Responsabilidade das Filipinas (PAR), à qual a PAGASA lhe atribuiu o nome de Betty.
Em 27 de maio, Mawar enfraqueceu ligeiramente sob a influência do ar seco enquanto se movia para oeste ao longo da borda sul de uma alta subtropical. A degradação estrutural continuou à medida que a convecção de Mawar se fragmentou no lado norte da tempestade. Durante esse período, Mawar estava situado numa área onde as temperaturas da superfície do mar eram 28 °C (82 °F), indicando uma tendência de resfriamento à medida que o fluxo de saída da tempestade foi impactado por ela. O CDO encolheu com o ar seco em 29 de maio, enquanto a decadência convectiva continuou no quadrante noroeste de Mawar enquanto se dirigia para norte-nordeste a partir de uma crista subtropical a noroeste e leste da tempestade. Em 30 de maio, o olho de ciclone já não apareceu em imagens de satélite, quando mais um ciclo fraco de substituição da parede do centro. Como resultado, em 31 de maio, Mawar enfraqueceu e se tornou uma tempestade tropical forte, conforme relatado pela JMA antes de sair do PAR em de junho. Mawar continuou a enfraquecer ainda mais e se tornou uma tempestade tropical em 2 de junho, enquanto se movia em direção à Ilha de Okinawa. No dia seguinte, Mawar tornou-se um ciclone extratropical ao sul de Honshu, à medida que se movia em direção ao Pacífico aberto.

## Preparativos

### Ilhas Marianas

Loop de satélite de Mawar em sua maior aproximação com Guam em 24 de maio

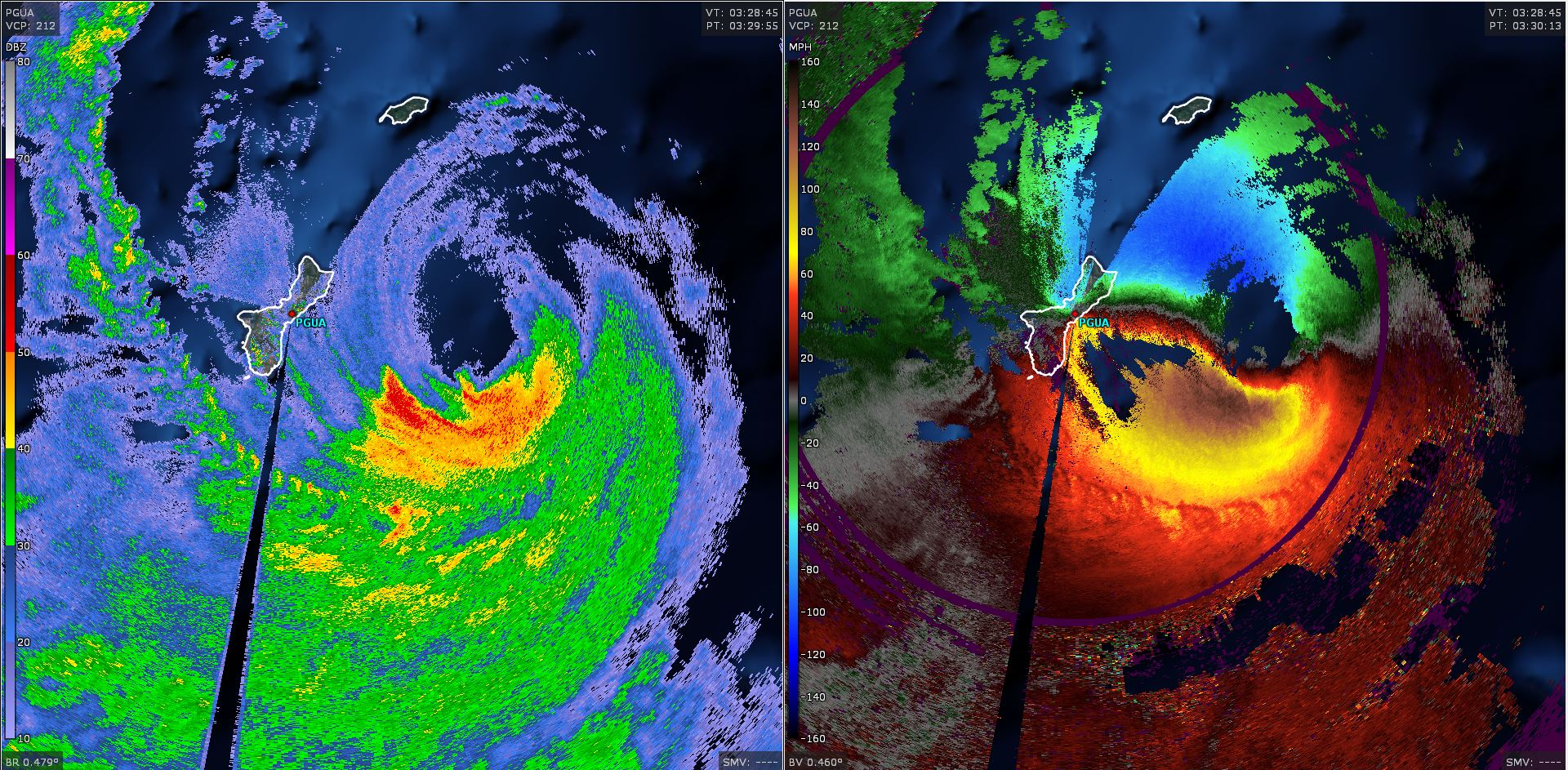
As últimas imagens de radar NEXRAD do tufão Mawar antes do radar desligar. A velocidade do NEXRAD (lado direito) teve uma velocidade máxima do vento de 193 mph cerca de 400 ft acima da superfície.

Um alerta de tufão estava em vigor nas Ilhas Marianas em 21 de maio um alerta de enchente também foi emitido para as ilhas conforme a tempestade se aproximava. O governador de Guam, Lou Leon Guerrero, e o contra-almirante Benjamin Nicholson (comandante da Região Conjunta Marianas ) definiram a condição de prontidão em nível 3 (COR 3) em 21 de maio, enquanto Mawar era uma depressão tropical por volta de 660 mi (1,060 km) ao sul-sudeste de Guam. As instalações militares em Guam começaram a proteger as instalações em resposta à tempestade prevista. A Guarda Costeira dos Estados Unidos evacuou para o mar dois de seus navios estacionados nas ilhas. COR 2 foi declarado às 20 horas ChST mais tarde naquele dia, provocando o encerramento de tribunais e escolas públicas enquanto o governo de Guam suspendia serviços não essenciais. Hospitais e clínicas em Guam também reduziram os serviços em resposta à emissão do COR 2. Outras ilhas vizinhas, como Rota e Saipan, também encerraram estabelecimentos em antecipação à tempestade Mawar. Todas as escolas públicas nas Ilhas Marianas do Norte foram encerradas a partir de 22 de maio. Voos para Guam foram cancelados entre22–24 de maio. As séries finais do SCLC também foram suspensos devido à tempestade que se aproximava.
Apesar de ser a tempestade mais forte a atingir a ilha em mais de 20 anos, os danos estruturais globais foram relativamente limitados. No entanto, os ventos fortes do tufão desfolharam e arrancaram árvores, derrubaram publicidades e arrancaram telhados de zinco de edifícios. As enchentes em Yona foram relatadas como atingindo a cintura. O Hospital Guam Memorial sofreu alguns danos quando as persianas cederam ao tufão, as paredes desabaram e as janelas quebraram. Chuvas torrenciais que atingiram áreas danificadas do edifício fizeram com que as escadas inundassem com água. A cozinha do hospital pegou fogo durante a tempestade, deixando-a com danos. Quatro cais operados pela Mobil foram danificados no Porto de Guam. Ao longo do Canal Piti, três barcaças, duas barcaças com guindaste móvel e uma embarcação abandonada ficaram encalhadas. Dois rebocadores afundaram durante a tempestade, obrigando os tripulantes a abandonar o navio. Uma doca seca na Ilha das Cabras afundou. A Marina Sumay Cove na Base Naval de Guam sofreu danos. As torres de busca e resgate do Navy Rescue 21 ficaram inoperantes. Dois homens foram arrastados para o mar ao largo de Guam em incidentes separados em 25 de maio. Os esforços para localizá-los não teriam resultados até 27 de maio e os dois homens foram considerados desaparecidos e mortos.

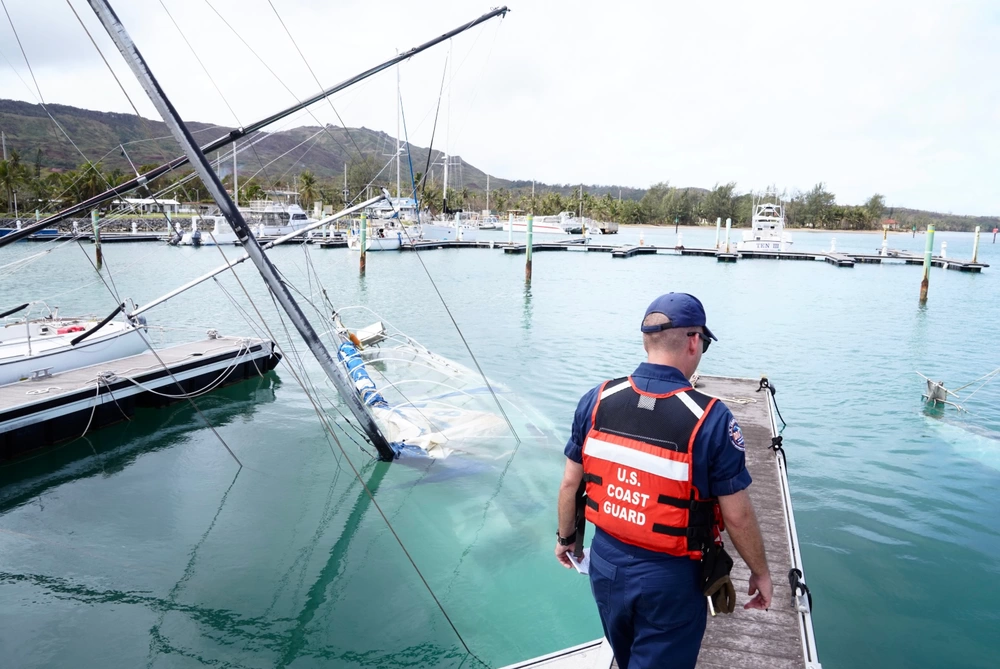
Vários navios na Marina Agat foram submersos enquanto o tufão passava

Na tarde de 26 de maio, 41,4% das subestações da Autoridade de Energia de Guam foram postas em funcionamento e 3,8% da carga do sistema para os clientes foi restaurada. Além disso, a Autoridade de Água de Guam (GWA) informou que 50% dos poços de água operáveis estavam online, com conexões ainda a serem restauradas para fontes fornecidas pela Marinha em Sånta Rita-Sumai e no Anexo Nimitz Hill. Oito tanques públicos de água da GWA foram instalados em Guam em 28 de maio à medida que o serviço de água foi lentamente restaurado. Um aviso de fervura de água permaneceu em vigor para os residentes com acesso à água da torneira. Os provedores de telecomunicações Docomo Pacific, GTA Teleguam (GTA) e IT&E trabalharam para restaurar o serviço. A Docomo suspendeu os limites de dados e os geradores distribuídos para manter os serviços funcionando. O GTA informou que os trabalhos de reparo não começariam até que a energia fosse restaurada. A rede de fibra óptica da IT&E foi danificada no sul de Guam, a FCC informou que 163 torres de serviço celular permaneceram inoperacionais: sete devido a danos, mas o restante devido à falta de energia. Outras 120 torres operavam com energia reserva. A falta de energia e combustível para os geradores, juntamente com os danos aos estúdios e às instalações de transmissão, também mantiveram as estações de rádio e televisão fora do ar após a tempestade. Aproximadamente 3.000 turistas coreanos ficaram presos na ilha enquanto o aeroporto internacional da ilha permanecia fechado devido aos danos causados pelo tufão Mawar. O Guam Visitors Bureau forneceu-lhes vales-refeição e reembolsos. Os danos de Mawar às empresas foram estimados em US$ 111,8 milhões ( USD ), Os danos relatados pelo Guam Memorial Hospital foram de pelo menos US$ 12 milhões ( USD ), e a Autoridade Portuária de Guam estimou US$ 8,2 milhões ( USD ) em danos, excluindo as avaliações de cais de combustível. Uma prisão em Guam sustentou US$ 2 milhões ( USD ).
O presidente Joe Biden declarou Guam uma área de grande desastre em 27 de maio, possibilitando a distribuição de recursos federais. Um total de 150 funcionários da Agência Federal de Gerenciamento de Emergências (FEMA) estavam na ilha neste momento. O delegado de Guam, James Moylan, escreveu um pedido à FEMA para a distribuição de suprimentos de um armazém contendo mais de 1 milhões de unidades de água e 900 mil refeições. O Porto de Guam reabriu em 28 de maio, com três cortadores da classe Sentinel da Guarda Costeira dos Estados Unidos e o navio de carga Maunawili da Matson, Inc. atracando com suprimentos de emergência e alimentos. O SCGC Sequoia (WLB-215) e a Unidade Móvel de Descarte de Explosivos da Marinha Cinco realizaram buscas ao redor da entrada do porto para garantir que nenhum detrito atrapalhasse o tráfego marítimo. O Grupo de Porta Aviões 11 com o navio comando USS Nimitz foi direcionado a Guam para ajudar nos esforços de socorro. Uma aeronave HC-130 Hercules foi enviada da Estação Aérea da Guarda Costeira Barbers Point, no Havaí, com suprimentos. Linhas de postos de gasolina atingiram 1.6 km (1 mi) às vezes enquanto os moradores se aglomeravam para reabastecer seus carros. Havia suprimentos de combustível disponíveis, mas a distribuição foi prejudicada por cais de combustível danificados no porto de Guam. O Departamento de Polícia de Guam coordenou com empresas de combustível para escoltar caminhões de combustível até os postos de gasolina. O Aeroporto Internacional Antonio B. Won Pat abriu uma pista em 28 de maio para permitir o pouso de aviões de carga que transportam suprimentos e pessoal. No dia 30 de maio, mais de 180 trabalhadores treinados em desastres da Cruz Vermelha de todos os Estados Unidos estão nas ilhas, distribuindo suprimentos de socorro, apoiando esforços de alimentação em abrigos administrados pela comunidade e avaliando danos residenciais para ajudar e apoiar as pessoas afetadas por Mawar.

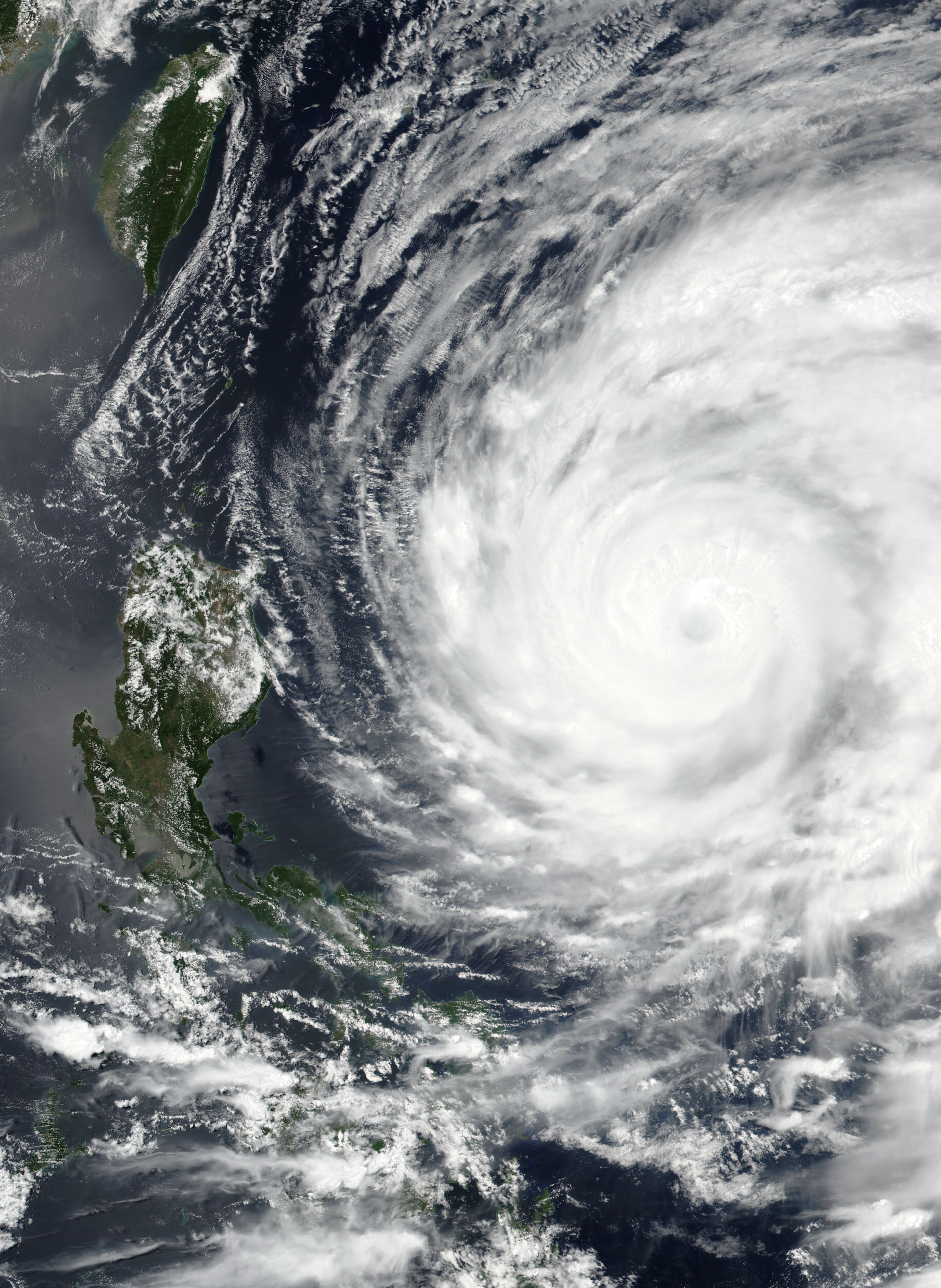
O tufão Mawar passando por um ciclo de substituição da parede ocular na costa de Luzon em 28 de maio

### Ilhas Marianas do Norte
Ao norte de Guam, Rota sofreu alguns danos com a tempestade. Árvores e detritos cobriam as estradas e muitos moradores ficaram sem energia. Por volta de 27 de maio, apenas 21 pessoas permaneceram em abrigos e foram autorizadas a voltar para casa naquele dia. A empresa de serviços públicos Commonwealth informou que o serviço de água foi restaurado em 27 de maio. A empresa também ofereceu 190 litros de água a todos os residentes, aconselhando-os ainda a ferver água. As estradas foram abertas à passagem poucos dias após a tempestade. O capítulo local da Cruz Vermelha planeou distribuir suprimentos de emergência. O Escritório de Segurança Interna e Gerenciamento de Emergências da Comunidade das Ilhas Marianas do Norte e a Agência Federal de Gerenciamento de Emergências (FEMA) voaram para Rota para realizar avaliações de danos em 27 de maio.

### Em outro lugar
Mawar causou o colapso de um armazém, que é o único dano relatado, houve uma pessoa que sofreu um ferimento leve. O NDRRMC relatou 104.305 pessoas afetadas. Além disso, 11 casas foram destruídas e outras 91 foram danificadas. Uma tempestade causada por Mawar destruiu partes da cidade costeira de Baler, Aurora, fazendo com que alguns moradores perdessem suas casas. Mawar causou cortes de energia em partes de Cagayan. Mais de 40 cabanas nipa da aldeia Aeta, em San Luis, Aurora, foram destruídas pelos ventos fortes. Alguns turistas ficam retidos na ilha de Batanes.

Um homem morreu atingido por um raio em 31 de maio enquanto pescava na costa de Nabas, Aklan. Os danos agrícolas são estimados pelo NDRRMC em $ 133 000,:64 com danos à infraestrutura estimados em $ 68 696. No total, o NDRRMC estima pelo menos ₱ 201 696 (US$ 3 584 ) em danos. Em Taiwan, um menino de 13 anos foi encontrado morto, e uma menina de 12 anos e um homem de 25 anos foram arrastados para o mar. O homem conseguiu voltar à terra enquanto o menino de 12 anos ainda está desaparecido. 330 viajantes ficaram presos na Ilha Verde e 478 na Ilha das Orquídeas, de acordo com o MOTC. Vários rios estavam perto do topo de suas margens no meio da tarde, e foram relatadas inundações na província de Shizuoka. Um total de 8.900 residências sofreram cortes de energia. Na província do sul de Okinawa, uma pessoa sofreu ferimentos graves e outras sete ficaram feridas. A tempestade Mawar matou duas pessoas e deixou quatro desaparecidas. Pelo menos nove pessoas foram hospitalizadas com ferimentos relacionados à tempestade na província de Okinawa, a sul, em 2 de junho.